# Silent Running (On Dangerous Ground)
Silent Running (On Dangerous Ground) è una canzone del gruppo inglese Mike + The Mechanics, scritta da Mike Rutherford e B.A. Robertson e pubblicata come primo singolo dell’album d’esordio Mike + The Mechanics (album) nel 1985. Raggiunse la sesta posizione nella Billboard Hot 100 (la numero uno nella Mainstream Rock Airplay) e si fermò alla ventunesima piazza nella classifica nel Regno Unito.
Paul Carrack è la voce principale in questo brano, che in origine doveva semplicemente chiamarsi Silent Running. Il titolo fu modificato quando entrò a far parte della colonna sonora di Energia pulita, conosciuto come On Dangerous Ground nel Regno Unito.

## Il brano
Mike Rutherford ha dichiarato che il testo parla di un astronauta che viaggia lontano anni luce e avanti nel tempo. Venendo a sapere che la Terra cadrà in uno stato di anarchia, egli cerca di avvertire la propria famiglia e di prepararla all’accaduto. Il titolo è ispirato al film del 1972 2002: la seconda odissea, distribuito nei Paesi anglofoni sotto il nome di Silent Running.

## Formazione
- Mike Rutherford: Voce, chitarra elettrica e basso
- Paul Carrack: Voce principale
- Paul Young: Voce
- Adrian Lee: Tastiera
- Peter Van Hooke: Batteria

## Cover
I Protomen hanno registrato una versione di questa canzone nel 2012, pubblicandola sul lato B di I Drove All Night insieme a Breaking Out. In seguito hanno realizzato una cover estesa nell’album del 2015 The Cover Up.